# Hans Schlegel
Hans Schlegel, född 3 augusti 1951 är en tysk (ESA) astronaut uttagen i astronautgrupp 17 år 1998.

## Rymdfärder

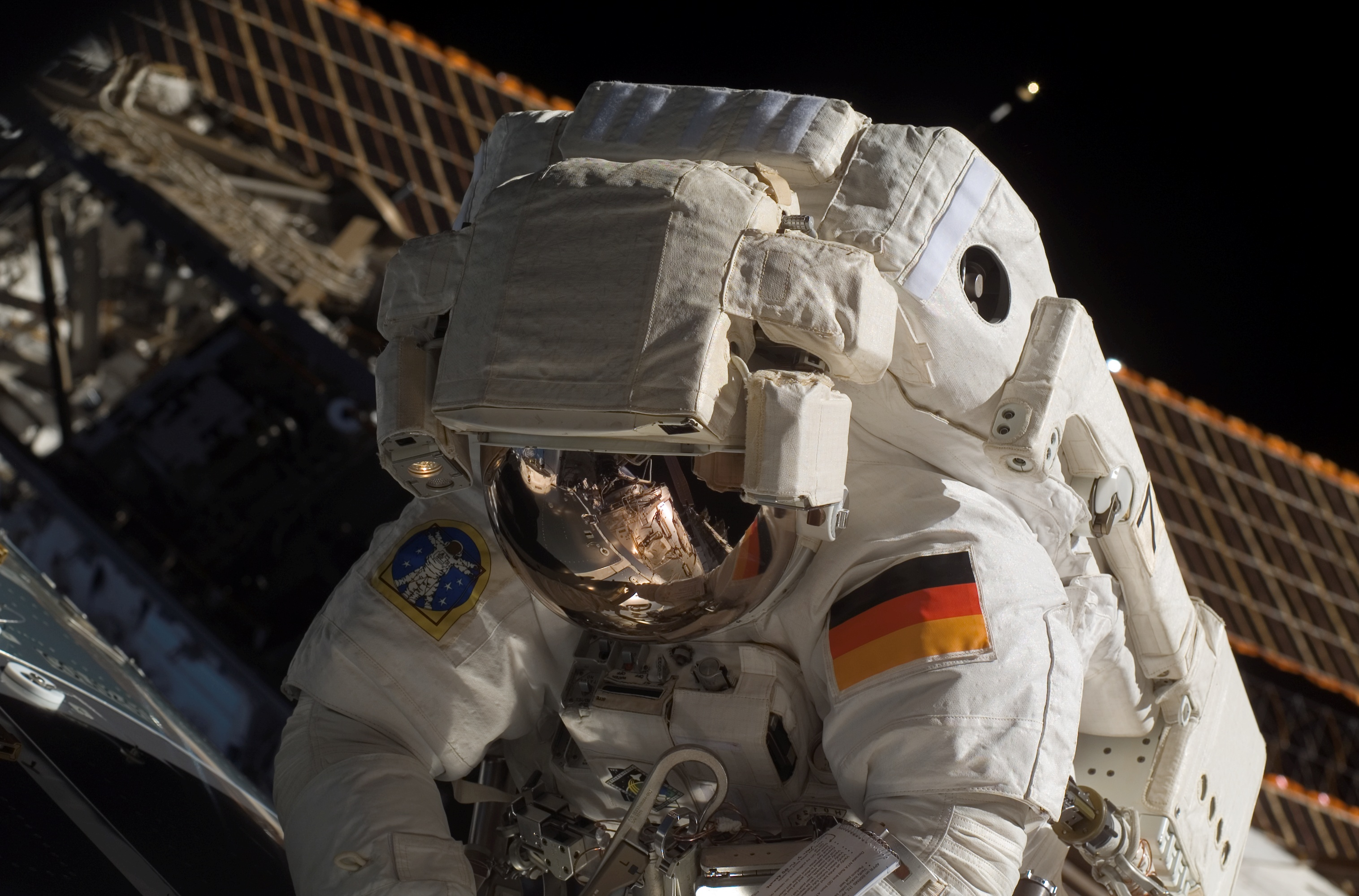

- STS-55
- STS-122